# Chlorogomphus urolobatus
Chlorogomphus urolobatus är en trollsländeart som beskrevs av Chen 1950. Chlorogomphus urolobatus ingår i släktet Chlorogomphus och familjen kungstrollsländor. Inga underarter finns listade i Catalogue of Life.